# 巡将碁
巡将碁（じゅんしょうご、スンジャン・パドゥク）は、朝鮮で20世紀前半頃まで行われていた囲碁の一つ。基本的なルールは囲碁と同じだが、対局開始時に黒白8子ずつの石を碁盤の決まった位置に置いてから始める。

## 対局方法
巡将碁のルールは、事前置き石制の一種で、開始時にあらかじめ図のように黒白8子ずつを置いて対局を始める。黒番から打ち始め、1手目は天元に打つのが「決まり手」となっている。
終局時の地の数え方は、中国ルールとも日本ルールとも異なり、陣地の大きさを数える方法であるが、終局時に地の輪郭が崩れないように地の中の石を取り除いて数える。石を取り除く時は、石がアタリにならないようにする。アゲハマは地の数え方には関係しない。

## 歴史
朝鮮に中国から囲碁が伝来したのは紀元前1世紀頃とされ、5世紀頃に最初の囲碁の記録が現れ、16世紀末頃から両班階級に普及した。このため巡将碁もこの16世紀から17世紀初頃から始まったのではないかと、一般には考えられている。
それに対し、正倉院宝物にある碁盤「木画紫檀棊局」では、盤上の星の位置が巡将碁の置石と同じであることから、これが朝鮮の碁盤であって、7世紀頃の百済で巡将碁が始まったのではないかという林裕や安玲二の説がある。また安の説では、開始時の置き石は城を守る将軍になぞらえたものと考えられている。
20世紀半ばになって、日本で修行して韓国に帰国した趙南哲は、韓国棋院を設立して日本式の自由布石による囲碁を普及させ、巡将碁は打たれることは少なくなった。

## 特徴
布石の段階が無いため、現代の囲碁に比べると最初から激しい戦いが起きる。